# Karol Henneberg
Karol Henneberg (ur. 30 lipca 1866 w Szpikowie, zm. 30 marca 1937 w Warszawie) – polski inżynier technolog, specjalista w zakresie cukrownictwa i organizacji.
Ukończył ze złotym medalem szkołę realną w Odessie i Wydział Chemiczny Instytutu Technologicznego w Petersburgu (1891). W latach 1892-1895 odbył szereg podróży po zachodniej Europie uzupełniając swoje studia w zakresie praktycznych zastosowań w cukrownictwie, papiernictwie i ceramice budowlanej. W latach 1895-1917 dyrektor naczelny cukrowni w Szpikowie na Podolu a następnie Sitkówce na Kijowsczyźnie. Był także do 1917 członkiem komisji rewizyjnej cukrowni Stara Sieniawa oraz akcjonariuszem i członkiem zarządu cukrowni Lutówka pod Charkowem. Po wybuchu rewolucji rosyjskiej w 1917 pracował w Kooperatywie Ziemstw Zachodnich w Kijowie. Po wojnie polsko-bolszewickiej repatriował się do kraju. Początkowo był dyrektorem technicznym fabryki wyrobów metalowych ,,Bracia Henneberg" w Warszawie (1922-1925). W latach 1926-1939 dyrektor Urzędu Probierczego w Warszawie. Od 1933 członek nadzwyczajny Rady Instytutu Naukowego Organizacji i Kierowania w Warszawie. Autor m.in. Ogrzewnictwo domowe : przyczynek do gospodarki cieplnej w domach mieszkalnych, Warszawa 1933.
Pochowany na cm. ewangelicko-augsburskim przy ul. Młynarskiej w Warszawie.

## Życie prywatne
Syn Ludwika Konrada (1840-1895 i Adeli Marianny z Biernackich (1858–1910). Od 1893 mąż Marii z domu Kagadiejew.